# Invasão japonesa de Taiwan (1895)
A invasão japonesa de Taiwan (chinês tradicional: 乙未戰爭; em japonês:  乙未戦争) (maio-outubro de 1895) foi um conflito entre o Império do Japão e as forças armadas da efêmera República de Formosa na sequência da cessão da dinastia Qing de Taiwan para o Japão em abril de 1895, no final da Primeira Guerra Sino-Japonesa. Os japoneses tentaram assumir o controle de sua nova possessão, enquanto que as forças republicanas lutaram para resistir à ocupação japonesa. Os japoneses desembarcaram perto de Keelung na costa norte de Taiwan em 29 de maio de 1895 e, em uma campanha de cinco meses, avançaram ao sul de Tainan. Embora seu avanço fosse retardado pela atividade guerrilheira, os japoneses derrotaram as forças formosianas (uma mistura de unidades chinesas regulares e milícias locais Hakka) sempre que tentaram assumir uma posição. A vitória japonesa em Baguashan em 27 de agosto, a maior batalha já travada em solo taiwanês, condenou a resistência formosiana a uma derrota antecipada. A queda de Tainan em 21 de outubro terminou com a resistência organizada à ocupação japonesa e daria inicio a cinco décadas de governo japonês em Taiwan.